# Larachelus
Larachelus is een geslacht van uitgestorven schildpadden dat leefde tussen het Laat-Hauterivien en Vroeg-Barremien tijdens het Vroeg-Krijt in wat nu Spanje is. Momenteel is er maar één soort bekend: Larachelus morla.

## Naamgeving
De twee Spaanse paleontologen Adán Pérez en Xavier Murelaga hebben in 2012 de nieuwe soort Larachelus morla beschreven uit het Vroeg-Krijt (140-120 miljoen jaar geleden). Het was een landbewonende schildpad met een hoog pantser.
De naam Larachelus verwijst naar Los siete infantes de Lara, de zeven zuigelingen van Lara, de beroemde Castiliaanse middeleeuwse roman waaruit de naam van de stad Salas de los Infantes is afgeleid waar het fossiel is gevonden. De naam Lara werd gecombineerd met het Grieks chelys, 'schildpad', hier getranscribeerd als chelus. De soortaanduiding verwijst naar Morla, de schildpad uit Michael Ende's roman Het oneindige verhaal (Die unendliche Geschichte) aangezien zowel dat fictieve personage als de nieuwe schildpad uit Salas de los Infantes het bezit delen van een relatief hoog pantser; Moria is de 'schildpadberg'.
Het holotype MDS-MPBS-6 is gevonden op de Monte Puente Ballesta in een laag van de Pinilla de los Moros-formatie die dateert het het Hauterivien-Barremien. Het bestaat uit een schild met een linkerdarmbeen.
De paratypen zijn MDS-MPBS-18, een rechterepiplastron en MDS-MPBS-28, een rechterxiphiplastron, dus elementen van het buikpantser.

## Beschrijving
Larachelus werd ongeveer dertig centimeter lang.
Eén autapomorfie, unieke afgeleide eigenschap, is vastgesteld. De epiplastra-hyoplastra en hypoplastra-xiphiplastra-contacten bestaan gedeeltelijk uit bindweefselkapsels, met een rechte richel in de voorrand van de hyoplastra en een achterrand van de hypoplastra die past in respectievelijk een groeve in de achterrand van de epiplastra en de voorrand van de xiphiplastra.

## Fylogenie
Larachelus wordt geïdentificeerd als een schildpad die basaal staat in de Pancryptodira, de groep die de Cryptodira omvat, de groep die bestaande zeeschildpadden, zoetwaterschildpadden en schildpadden verenigt, evenals fossiele vormen als Chitracephalus, of de Spaanse geslachten Hoyasemys en Galvechelone (respectievelijk uit Cuenca en Teruel). Het wordt echter erkend als een meer basale soort dan alle andere. Larachelus is dus zelf geen lid van de Cryptodira.

## Levenswijze
De studie stelt ons in staat om een hoge morfologische variëteit te herkennen in de schildpadden van het Vroeg-Krijt van Europa, waarschijnlijk verwant aan de aanpassing aan meerdere functies en manieren van leven van deze soorten binnen de ecosystemen. Bovendien kan Spanje hierdoor worden erkend als het Europese land met de grootste diversiteit aan schildpadden uit die tijd.